# Никитюк Віктор Іванович

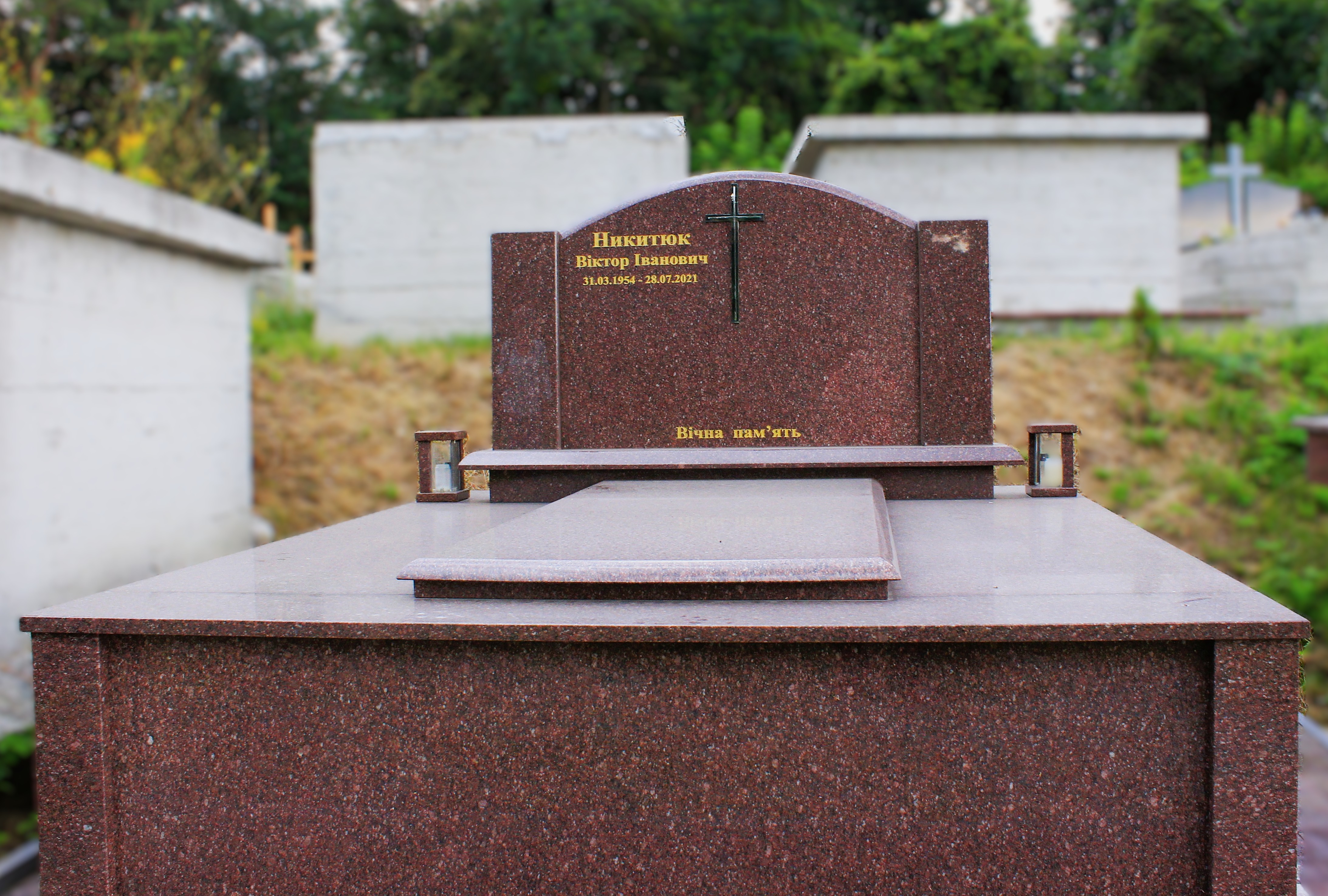
Гробниця родини Никитюк.

Віктор Іванович Никитюк (рос. Виктор Иванович Никитюк; нар. 31 березня 1954, Житомир- 28 липня 2021,Львів) — радянський футболіст. Захисник, виступав за «Автомобіліст» (Житомир), дублюючий склад «Динамо» (Київ), СК «Луцьк», «Карпати» (Львів), «Спартак» (Івано-Франківськ), СКА (Львів), «Кривбас» (Кривий Ріг), СКА «Карпати» (Львів).
Навчався у Луцькому педагогічному інституті.
Тренував команди: «Галичина» (Дрогобич), «Електрон» (Мостиська), «Авангард» (Жидачів), «Чугур» (Очниця, Молдова), «Газовик» (Комарно), «Газовик-Скала» (Стрий), «Рава» (Рава-Руська).
Помер 28.07.2021 у Львові. Похований на Янівському цвинтарі, поле 53 а.